# Erwin Klietsch
Erwin Klietsch (* 6. November 1903 in Berlin; † 23. Juli 1979 in München) war ein deutscher Schauspieler bei Bühne, Film und Fernsehen.

## Leben und Wirken
Klietsch erhielt im Lauf der frühen 1920er Jahre Schauspielunterricht und war ab der zweiten Hälfte desselben Jahrzehnts an Bühnen in u. a. Dresden, Bremen und Chemnitz zu sehen. 1933 kam er nach Berlin und trat am von Herbert Maisch geleiteten Preußischen Theater der Jugend auf. Anschließend sah man ihn bis 1943 an so unterschiedlichen hauptstädtischen Spielstätten wie der Gastspieldirektion Klubertanz, dem Renaissance-Theater und dem Theater unter den Linden. In der letzten reichsdeutschen Spielzeit 1943/44 führte Klietsch eine Verpflichtung an das Reußische Theater nach Gera, wo man ihn auch Stücke inszenieren ließ. Nach 1945 setzte der gebürtige Berliner seine Theaterlaufbahn mit Beginn der Bundesrepublik in Wuppertal fort und wirkte anschließend an Bühnen in Baden-Baden, Bremen, Köln, Wuppertal und schließlich in München. In der bayerischen Landeshauptstadt verbrachte Klietsch auch seinen Lebensabend.
In seinen Berliner Jahren 1933 bis 1943 erhielt Klietsch auch eine Fülle von kleinen bis mittelgroßen Filmrollen angeboten. In diesen Jahren verkörperte er zumeist höher gestellte Personen wie Direktoren, Ärzte oder Professoren, seltener einfache Leute wie etwa den Vorarbeiter in Ein ganzer Kerl. In Luis Trenkers Söldner-Film Condottieri konnte man ihn als Cesare Borgia sehen. Nach dem Zweiten Weltkrieg setzte Erwin Klietsch seine Arbeit vor der Kamera ausschließlich in Fernsehproduktionen fort. Auch dort sah man ihn vorzugsweise in Rollen gesellschaftlich höher stehender Bürger (Amtsarzt, Direktor, englischer Adeliger oder Haftrichter). Seine Abschiedsvorstellung in diesem Medium gab er 1970 in dem offiziell ersten Tatort-Krimi Taxi nach Leipzig.

## Filmografie
- 1935: Barcarole
- 1935: Der grüne Domino
- 1935: Liebesleute
- 1935: Das Mädchen vom Moorhof
- 1937: Condottieri
- 1937: Die gelbe Flagge
- 1939: Ein ganzer Kerl
- 1939: Das Recht auf Liebe
- 1940: Alarm
- 1941: Jenny und der Herr im Frack
- 1941: Leichte Muse
- 1955: Überfahrt
- 1957: Korruption
- 1957: Das große ABC
- 1957: Zwischen zwölf und eins
- 1961: Zeit der Schuldlosen
- 1963: Kleider machen Leute
- 1965: Pension Schöller
- 1966: Die Chefin
- 1966: Unser Pauker (TV-Serie, eine Folge)
- 1967: Das Attentat-Schleicher: General der letzten Stunde
- 1970: Tatort: Taxi nach Leipzig